# Бен (Верхняя Луара)
Бен (фр. Bains) — коммуна во Франции, находится в регионе Овернь. Департамент коммуны — Верхняя Луара. Входит в состав кантона Солиньяк-сюр-Луар. Округ коммуны — Ле-Пюи-ан-Веле.
Код INSEE коммуны 43018.
Коммуна расположена приблизительно в 450 км к югу от Парижа, в 105 км юго-восточнее Клермон-Феррана, в 10 км к юго-западу от Ле-Пюи-ан-Велеа.

## Население
Население коммуны на 1 января 2019 год составляло 1376 человек.
| 1962 | 1968 | 1975 | 1982 | 1990 | 1999 | 2006 | 2008 | 2019 |
| ---- | ---- | ---- | ---- | ---- | ---- | ---- | ---- | ---- |
| 815  | 812  | 852  | 841  | 917  | 1030 | 1131 | 1236 | 1376 |

## Экономика
В 2007 году среди 770 человек в трудоспособном возрасте (15-64 лет) 613 были экономически активными, 157 — неактивными (показатель активности — 79,6 %, в 1999 году было 69,7 %). Из 613 активных работали 568 человек (323 мужчины и 245 женщин), безработных было 45 (22 мужчины и 23 женщины). Среди 157 неактивных 56 человек были учениками или студентами, 46 — пенсионерами, 55 были неактивными по другим причинам.

## Достопримечательности
- Приходская церковь Сент-Фуа (XII век). Исторический памятник с 1907 года[3]
- Часовня Сен-Рош-де-Монбонне (XIII век). Исторический памятник с 1969 года[4]
- Руины замка
- Кованный железный крест за апсидой церкви (4-я четверть XVIII века). Исторический памятник с 1930 года[5]

## Фотогалерея

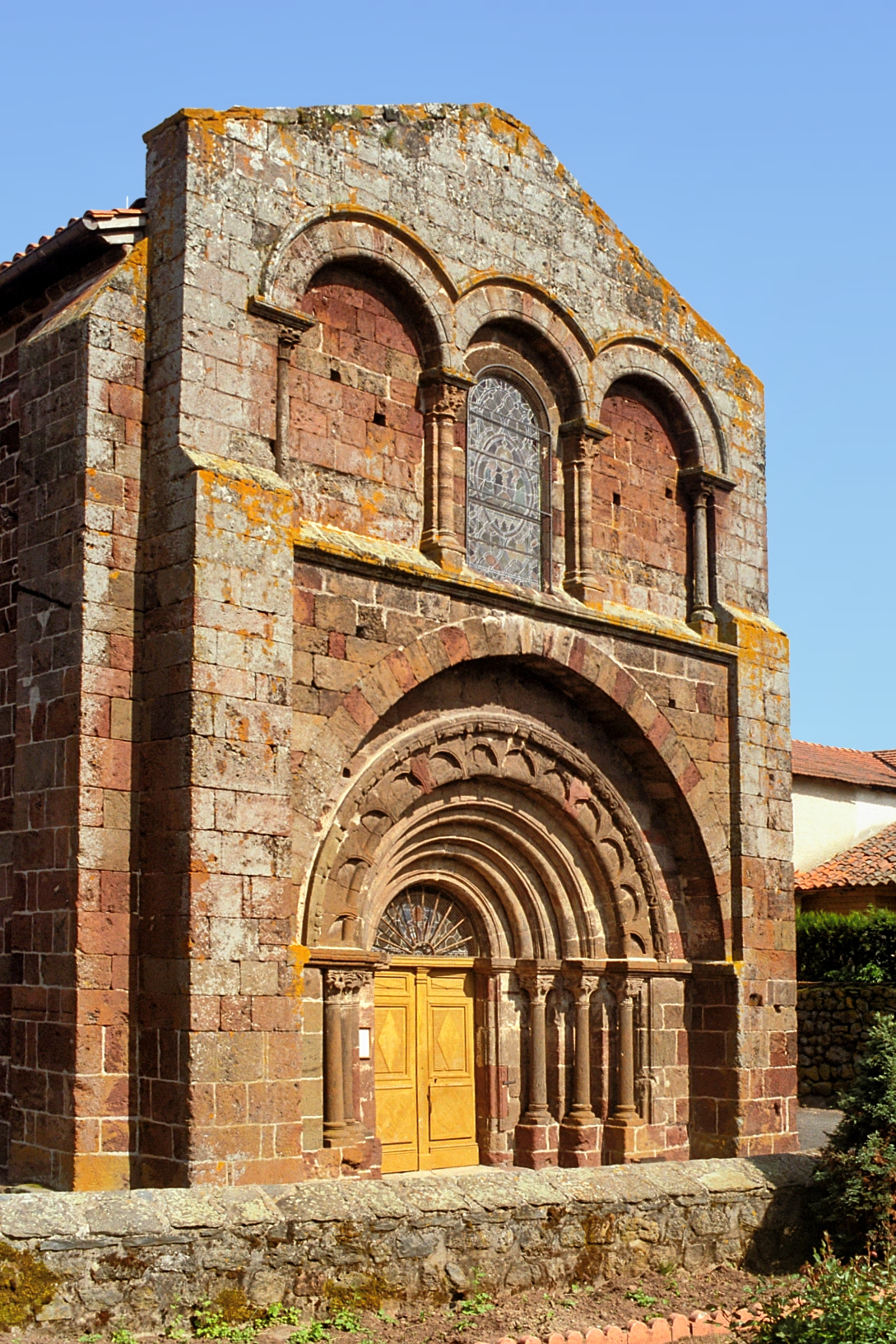
Церковь Сент-Фуа
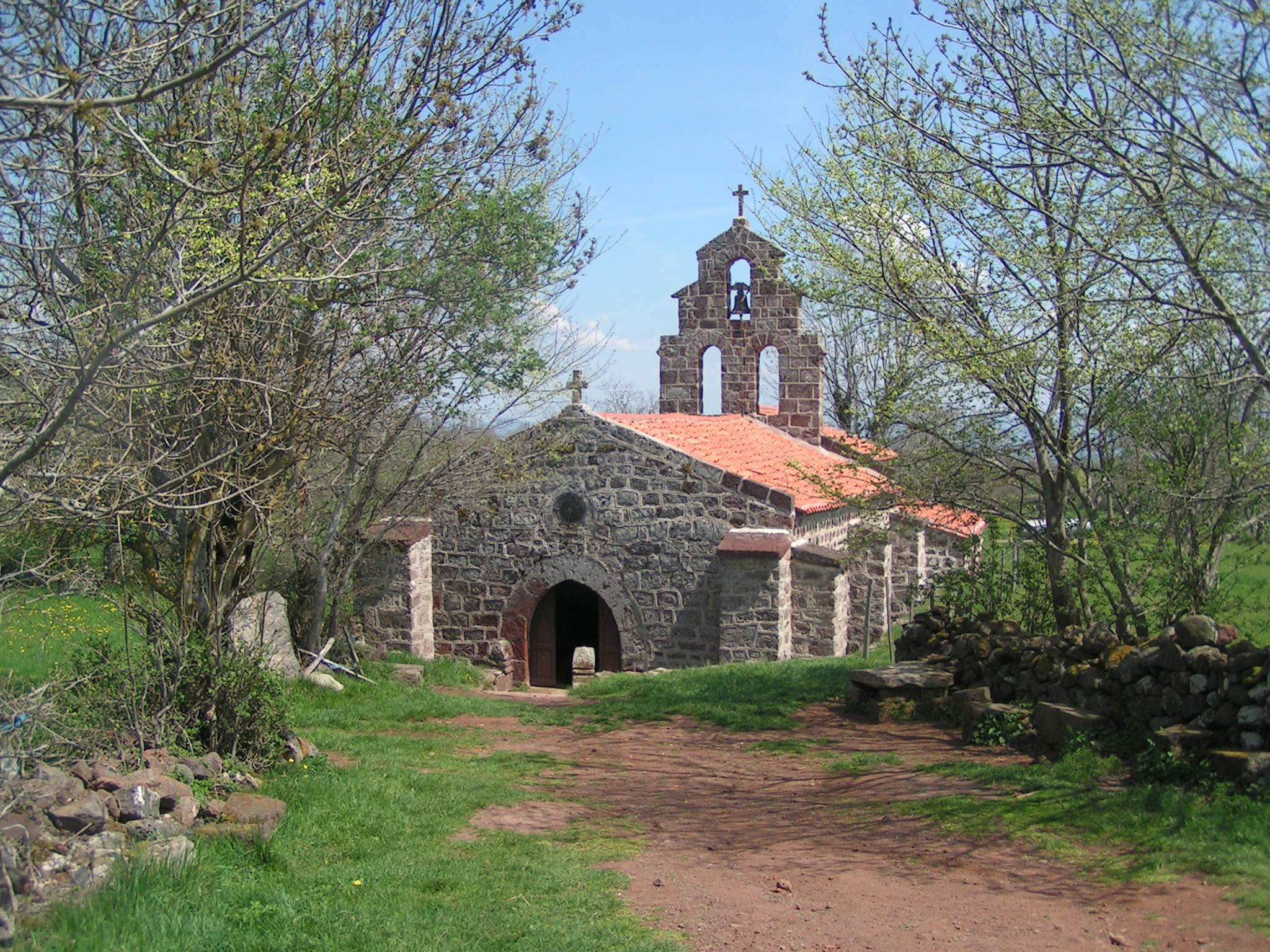
Часовня Сен-Рош-де-Монбонне
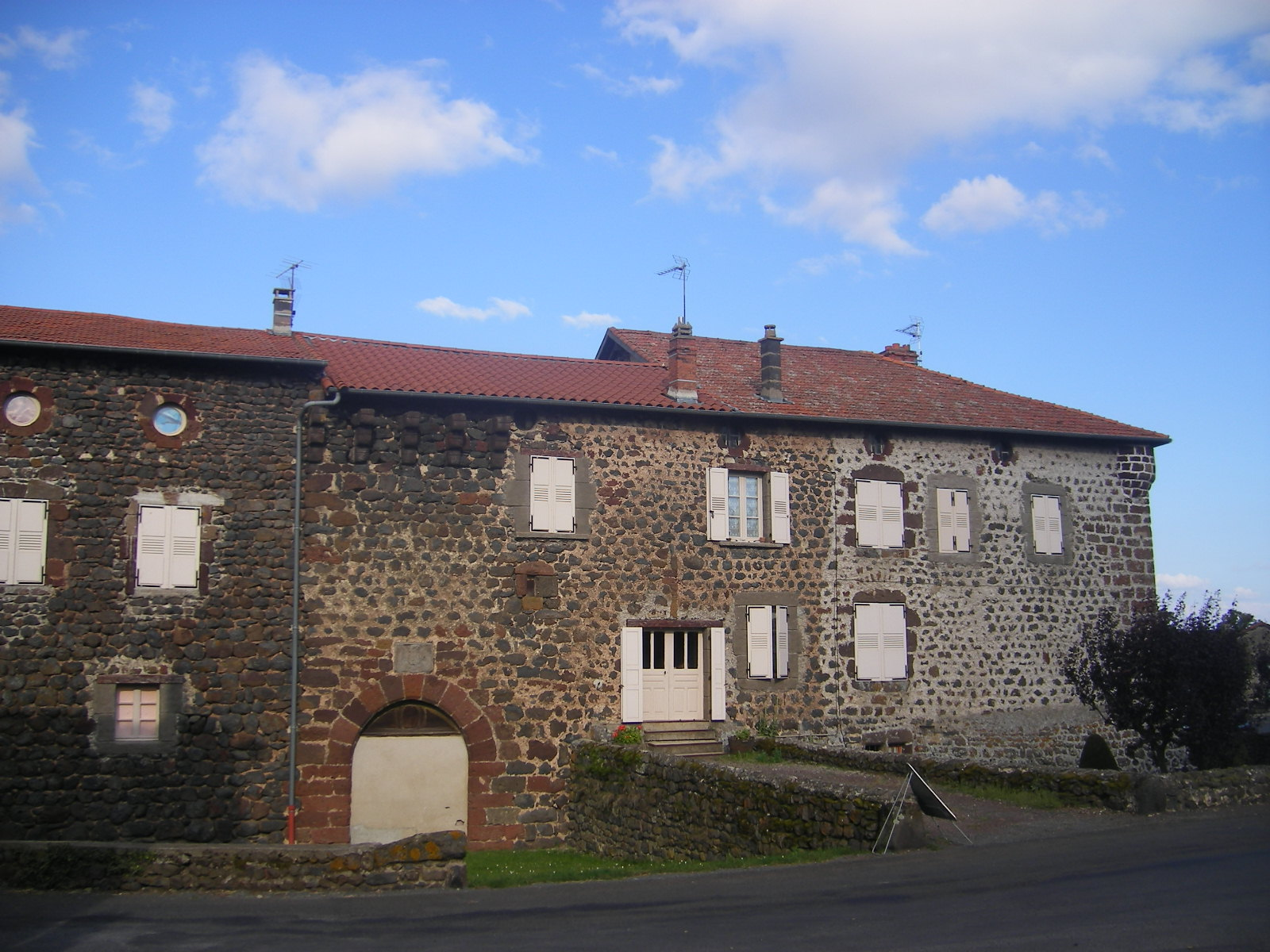
Типичный дом в Бене
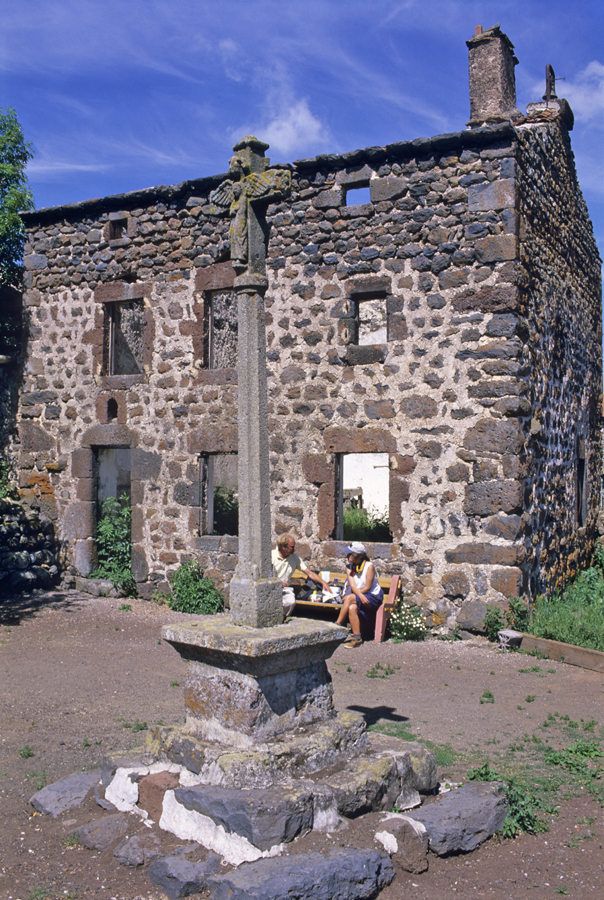
Крест